# Señorío de Zaín
El Señorío de Zaín (Del nahuatl: Zain tlahtokayotl "Reino de Zaín") fue una entidad política precolombina del norte de Mesoamérica que se ubicaba al centro-norte del actual estado de Zacatecas, era un señorío reciente a la llegada de los españoles así que su período de mayor auge fue a finales del posclásico tardío. Colindaba al sur con Tlacuitlapán y Pánuco, al sureste con el Señorío de Chalchihuites y el de Sombrerete, al norte y este se encontraban diversas entidades prehispánicas tales como el Señorío del Papantón, entre otros; sin embargo especialmente al este había organizaciones tribales más primitivas, donde habitaban los guachichiles. 
Estaba conformado por dos aldeas principales: Zaín El Alto y Zaín El Bajo, llamadas así porque la primera se encontraba en la sierra, cerca de una cañada y la segunda en las riveras del actual Río Aguanaval; la aldea de Zaín El Alto aún existe, se convirtió en la ciudad zacatecana de Saín Alto, la otra aldea durante la conquista española fue abandonada y fue anegada por una creciente del río cercano. Su último gobernante fue el cacique Zaín (También llamado Alonso Sain o Cain), quien recibió en paz a los españoles; hay que especificar que la palabra zain en lengua zacateca significa "principal, capital, líder", de esta forma las aldeas principales se llamaban zaín y el título de gobernante era también zaín. La primera familia española que vino a poblar el lugar fue la de Gutiérrez de Segura, quien trajo esclavos negros a trabajar en las minas.